# Pardinho (ort)
Pardinho är en ort i Brasilien.   Den ligger i kommunen Pardinho och delstaten São Paulo, i den södra delen av landet, 800 km söder om huvudstaden Brasília. Pardinho ligger 898 meter över havet och antalet invånare är 5 582.
Terrängen runt Pardinho är kuperad åt sydost, men åt nordväst är den platt. Närmaste större samhälle är Bofete, 12,1 km öster om Pardinho.
Omgivningarna runt Pardinho är huvudsakligen savann. Runt Pardinho är det ganska glesbefolkat, med 22 invånare per kvadratkilometer.